# 中国金融集成电路（IC）卡规范
中国金融集成电路（IC）卡规范（英語：PBOC）是金融集成电路智慧卡感应端和接收端的规范标准，等同于国际上的EMV，由中国人民银行定期发布。该规范有助于统一中国的金融器具的通信规范。
1997年中国人民银行制定并颁布了《中国金融集成电路（IC）卡规范》（V1.0）。2013年5月颁布PBOC 3.0，典型应用有银联闪付、Apple Pay。
与EMV相同，在卡片通讯方式上PBOC基于ISO/IEC 7816 标准工作，而在PBOC2.0起进一步支持ISO/IEC 14443以进行非接触式通讯。

## 文內注釋
1. ↑  科技司. .   [2016-03-08]. （原始内容存档于2016-03-08）.
2. ↑  .   [2016-03-08]. （原始内容存档于2016-04-28）.